# Emma Chervet
Emma Chervet (* 31. Dezember 2003) ist eine französische Skispringerin.

## Werdegang
Chervet nahm im September 2020 erstmals am Alpencup teil und debütierte etwa ein Jahr später in Gérardmer auch im FIS Cup, wo sie auf Anhieb einen 13. Platz erreichte. Im Dezember 2021 gewann die Französin die beiden FIS-Cup-Springen in Kandersteg. Chervet nahm außerdem an den Junioren-Weltmeisterschaften 2022 und 2023, an der WM 2023 sowie den Europaspielen 2023 teil.
Seit der Saison 2022/23 gehört sie zur französischen Auswahl für den Continental Cup und holte bei ihren ersten Teilnahmen sogleich Punkte. Selbiges gelang ihr auch zum Auftakt des Grand Prix 2023.
Sie ist die Zwillingsschwester von Jules Chervet.

## Statistik

### Grand-Prix-Platzierungen
| Saison | Platz | Punkte |
| ------ | ----- | ------ |
| 2023   | 053.  | 013    |

### Continental-Cup-Platzierungen
| Saison  | Platz | Punkte |
| ------- | ----- | ------ |
| 2022/23 | 053.  | 045    |